# Geelkaakweidespreeuw
De geelkaakweidespreeuw (Sturnella neglecta) is een zangvogel uit de familie Icteridae (troepialen).

## Verspreiding en leefgebied
Deze soort telt 2 ondersoorten:
- S. n. neglecta: van zuidoostelijk Brits-Columbia tot noordelijk Baja California, Texas en de Golfstaten (aan de Golf van Mexico).
- S. n. confluenta: van zuidwestelijk en centraal Brits-Columbia tot westelijk Idaho en zuidelijk Californië.